# Adrian Bumbescu
Adrian Bumbescu (Craiova, 1960. február 23. –) válogatott román labdarúgó, hátvéd, edző.

## Pályafutása

### Klubcsapatban
1978 és 1980 az Universitatea Craiova, 1980 és 1982 között a Dinamo București, 1982 és 1984 között az Olt Scornicești, 1984 és 1992 között a Steaua Bucureşti, 1992-ben a Callatis Mangalia labdarúgója volt. 1993 és 1995 között a Steaua Mizil csapatában fejezte be az aktív játékot. 
A craiovai csapattal és a Dinamóval egy-egy román bajnoki címet nyert. A Dinamo együttesével 1982-ben románkupa-győztes lett. A Steaua csapatával öt bajnoki címet és négy románkupa-győzelmet ért el. Tagja volt az 1985–86-as idényben BEK-győztes, majd az 1988–89-es idényben BEK-döntős csapatnak.

### A válogatottban
1986 és 1989 között 15 alkalommal szerepelt a román válogatottban és egy gólt szerzett.

### Edzőként
2005–06-ban, 2009-ben és 2010-ben a Concordia Chiajna vezetőedzője volt. 2010-ben az FCSB második csapatának a szakmai munkáját irányította.

## Sikerei, díjai
Universitatea Craiova
- Román bajnokság
  - bajnok: 1979–80

 Dinamo București
- Román bajnokság
  - bajnok: 1981–82
- Román kupa
  - győztes: 1982

 Steaua Bucureşti
- Román bajnokság
  - bajnok (5): 1984–85, 1985–86, 1986–87, 1987–88, 1988–89
  - 2.: 1989–90
- Román kupa
  - győztes (4): 1985, 1987, 1988, 1992
  - döntős (2): 1986, 1990
- Bajnokcsapatok Európa-kupája (BEK)
  - győztes: 1985–86
  - döntős: 1988–89
- UEFA-szuperkupa
  - győztes: 1986
- Interkontinentális kupa
  - döntős: 1986